# 播磨自動車道
播磨自動車道（はりまじどうしゃどう、英語: HARIMA EXPWY）は、兵庫県たつの市から宍粟市へ至る高速道路（高速自動車国道）である。略称は播磨道（はりまどう）。
高速道路ナンバリングによる路線番号は、中国自動車道（宍粟JCT - 佐用JCT間、「E2A」と重複ナンバリング）・鳥取自動車道とともに「E29」が割り振られている。

## 概要

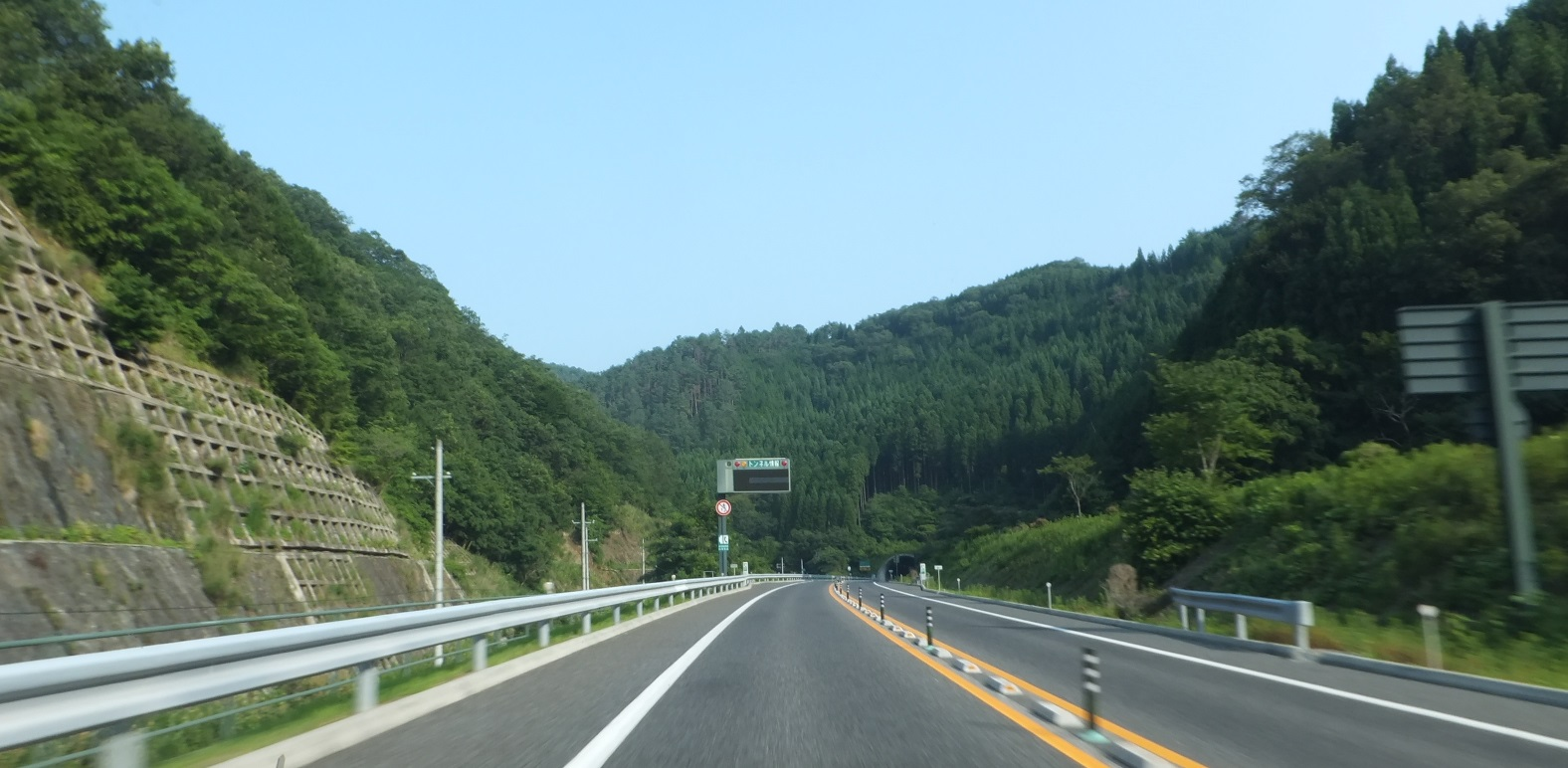
たつの市と相生市との境界付近
たつの市新宮町二柏野で撮影

法令上の正式な路線名は鳥取自動車道と合わせて中国横断自動車道姫路鳥取線（兵庫県姫路市-鳥取県鳥取市）であるが、2003年（平成15年）開通の区間（播磨JCT - 播磨新宮IC）は政令上、山陽自動車道の開発インターチェンジとして建設された。また、「播磨」の名を冠するが、播磨国の領域の西端近くを通る。
2022年（令和4年）3月12日の播磨新宮IC - 宍粟JCT間 (11.5 km) 開通により、全線が開通した。

## インターチェンジなど
- 全区間兵庫県内に所在。
- サービスエリア・パーキングエリアは設置されていない。鳥取自動車道を合わせても、ガソリンスタンドが設置されたエリアは存在しない。
- IC番号欄の背景色が■である区間は既開通区間に存在する。
- 各施設の位置は上り線と下り線で異なることがあるので留意のこと。
- BS（バス停留所）のうち、○は運用中、◆は休止中の施設。無印はBSなし。
- 英略字は以下の項目を示す。
IC：インターチェンジ、JCT：ジャンクション、SA：サービスエリア、PA：パーキングエリア、TB：本線料金所、BS：バスストップ、TN：トンネル、BR：橋

| IC 番号 | 施設名     | 接続路線名                  | 播磨から (km) | 備考 | 所在地   |
| ------- | ---------- | --------------------------- | ------------- | ---- | -------- |
| 9-1     | 播磨JCT    | E2 山陽自動車道             | 0.0           |      | たつの市 |
| 1       | 播磨新宮IC | 県道726号播磨新宮インター線 | 12.8          |      | たつの市 |
| 10-1    | 宍粟JCT    | E2A 中国自動車道            | 24.2          |      | 宍粟市   |

## トンネル
- 飯盛山トンネル （播磨JCT - 播磨新宮IC）：318 m
- 金坂トンネル （播磨JCT - 播磨新宮IC）：1,238 m
- 三濃山トンネル （播磨JCT - 播磨新宮IC）：2,629 m
- 莇原トンネル（播磨新宮IC - 宍粟JCT）：466 m
- 鍛冶屋トンネル（播磨新宮IC - 宍粟JCT）：225 m
- 時重トンネル (播磨新宮IC - 宍粟JCT)  ：261 m
- 牧トンネル (播磨新宮IC - 宍粟JCT）：485 m
- 角ヶ鼻トンネル（播磨新宮IC - 宍粟JCT）：270 m
- 奥小屋トンネル（播磨新宮IC - 宍粟JCT）：1,227 m
- 国見山トンネル（播磨新宮IC - 宍粟JCT） ：2,709 m

## 沿革
- 1987年（昭和62年）
  - 6月30日 : 第四次全国総合開発計画（四全総）が閣議決定され、姫路・鳥取自動車道（姫路市 - 鳥取市）の構想が盛り込まれた[5]。
  - 9月1日 : 四全総を受けて国土開発幹線自動車道建設法が改正され、予定路線に中国横断自動車道姫路鳥取線（姫路市 - 兵庫県佐用郡佐用町付近 - 鳥取市）が加えられた[6]。
- 2003年（平成15年）3月29日 : 播磨JCT - 播磨新宮IC間開通[7]。
- 2019年（令和元年）9月4日：国土交通省が播磨道の暫定2車線区間のうち、播磨JCT - 播磨新宮IC間を10 - 15年後を目処に4車線化する優先整備区間に選定する方針を発表[8][9][10]。
- 2022年（令和4年）3月12日 : 播磨新宮IC - 宍粟JCT間開通により全線開通[4]。

## 路線状況

### 車線・最高速度
| 区間              | 車線 上下線=上り線+下り線 | 最高速度 | 備考 |
| ----------------- | ------------------------- | -------- | ---- |
| 播磨JCT - 宍粟JCT | 2=1+1 (暫定2車線)         | 70 km/h  | ※    |

- ※ : 播磨JCT - 播磨新宮IC間は4車線化優先整備区間[8][9][10]

### 道路管理者
- NEXCO西日本 関西支社
  - 姫路高速道路事務所 : 全線

### 交通量
24時間交通量（台）　道路交通センサス
| 区間                 | 平成17（2005）年度 | 平成22（2010）年度 | 平成27（2015）年度 |
| -------------------- | ------------------ | ------------------ | ------------------ |
| 播磨JCT - 播磨新宮IC | 966                | 1,320              | 1,299              |
| 播磨新宮IC - 宍粟JCT | 調査当時未開通     | 調査当時未開通     | 調査当時未開通     |

（出典：「平成22年度道路交通センサス」・「平成27年度全国道路・街路交通情勢調査」（国土交通省ホームページ）より一部データを抜粋して作成）

## 地理

### 通過する自治体
- 兵庫県
たつの市 - 相生市 - たつの市　- 宍粟市

### 接続する高速道路
- E2 山陽自動車道（播磨JCTで接続）
- E2A 中国自動車道（宍粟JCTで接続）

### その他
- 播磨科学公園都市